# Nécropole nationale de Fleury-les-Aubrais
La nécropole nationale de Fleury-les-Aubrais est un cimetière militaire, situé à Fleury-les-Aubrais en France créé en 1951. Il regroupe 3 540 tombes sur une surface de 25 046 m² : 635 tombes relatives à la Première Guerre mondiale et 2 905 relatives à la Seconde Guerre mondiale.
Les dépouilles des victimes du massacre des 43 tirailleurs sénégalais à Clamecy ont été transférées en 1959 à Fleury-les-Aubrais.